# Dommartin-le-Franc
Dommartin-le-Franc és un municipi francès situat al departament de l'Alt Marne i a la regió del Gran Est. L'any 2007 tenia 217 habitants.

## Demografia

### Població
El 2007 la població de fet de Dommartin-le-Franc era de 217 persones. Hi havia 98 famílies de les quals 30 eren unipersonals (11 homes vivint sols i 19 dones vivint soles), 34 parelles sense fills, 30 parelles amb fills i 4 famílies monoparentals amb fills.
La població ha evolucionat segons el següent gràfic:
Habitants censats

### Habitatges
El 2007 hi havia 118 habitatges, 97 eren l'habitatge principal de la família, 16 eren segones residències i 5 estaven desocupats. 114 eren cases i 4 eren apartaments. Dels 97 habitatges principals, 82 estaven ocupats pels seus propietaris, 14 estaven llogats i ocupats pels llogaters i 1 estava cedit a títol gratuït; 2 tenien dues cambres, 11 en tenien tres, 31 en tenien quatre i 52 en tenien cinc o més. 72 habitatges disposaven pel capbaix d'una plaça de pàrquing. A 39 habitatges hi havia un automòbil i a 42 n'hi havia dos o més.

### Piràmide de població
La piràmide de població per edats i sexe el 2009 era:
| Homes | Edats   | Dones |
| ----- | ------- | ----- |
| 0     | 95 o +  | 0     |
| 0     | 90 a 94 | 4     |
| 0     | 85 a 89 | 4     |
| 0     | 80 a 84 | 0     |
| 8     | 75 a 79 | 4     |
| 4     | 70 a 74 | 8     |
| 4     | 65 a 69 | 8     |
| 16    | 60 a 64 | 8     |
| 12    | 55 a 59 | 12    |
| 12    | 50 a 54 | 8     |
| 8     | 45 a 49 | 4     |
| 8     | 40 a 44 | 8     |
| 8     | 35 a 39 | 8     |
| 4     | 30 a 34 | 0     |
| 12    | 25 a 29 | 16    |
| 12    | 20 a 24 | 4     |
| 12    | 15 a 19 | 8     |
| 4     | 10 a 14 | 12    |
| 4     | 5 a 9   | 8     |
| 4     | 0 a 4   | 12    |

## Economia
El 2007 la població en edat de treballar era de 132 persones, 95 eren actives i 37 eren inactives. De les 95 persones actives 88 estaven ocupades (47 homes i 41 dones) i 8 estaven aturades (3 homes i 5 dones). De les 37 persones inactives 12 estaven jubilades, 13 estaven estudiant i 12 estaven classificades com a «altres inactius».

### Ingressos
El 2009 a Dommartin-le-Franc hi havia 102 unitats fiscals que integraven 221 persones, la mediana anual d'ingressos fiscals per persona era de 14.994 €.

### Activitats econòmiques
Dels 6 establiments que hi havia el 2007, 1 era d'una empresa alimentària, 1 d'una empresa de construcció, 3 d'empreses de comerç i reparació d'automòbils i 1 d'una empresa d'hostatgeria i restauració.
Dels 3 establiments de servei als particulars que hi havia el 2009, 1 era un taller de reparació d'automòbils i de material agrícola, 1 fusteria i 1 restaurant.
L'any 2000 a Dommartin-le-Franc hi havia 7 explotacions agrícoles que ocupaven un total de 764 hectàrees.

## Equipaments sanitaris i escolars
El 2009 hi havia una escola elemental integrada dins d'un grup escolar amb les comunes properes formant una escola dispersa.

## Poblacions més properes
El següent diagrama mostra les poblacions més properes.